# Westtangente Freising
Koordinaten: 48° 23′ 52″ N, 11° 42′ 58,5″ O
Die Westtangente Freising ist eine Umgehungsstraße der Kreisstadt Freising. Die Inbetriebnahme erfolgte am 10. Januar 2022.

## Verlauf
Die Straße beginnt im Norden an einem Kreisverkehr. Hier endet bisher die nördliche Umgehungsstraße (FS 44) und trifft  auf die Staatsstraße 2084, die Richtung Allershausen führt und die Verbindung zur A 9 herstellt. Nach wenigen Metern verschwindet die Straße im Tunnel unter dem Stadtteil Vötting. Der 705 m lange Tunnel endet direkt südlich der Unterquerung der Moosach am Ortsrand von Vötting. In einem Bogen wird das Erholungsgebiet Vöttinger Weiher westlich umfahren. Vor der Überquerung der Bahnstrecke München–Regensburg gibt es einen Anschluss zur Angerstraße. Die Westtangente endet an der Kreuzung der Staatsstraße 2350 (ehemalige B 11) mit der südlichen Umfahrung (FS 44) die über die Schlüterbrücke führt und über die der Verkehr Richtung Flughafen München und A 92 fließt.

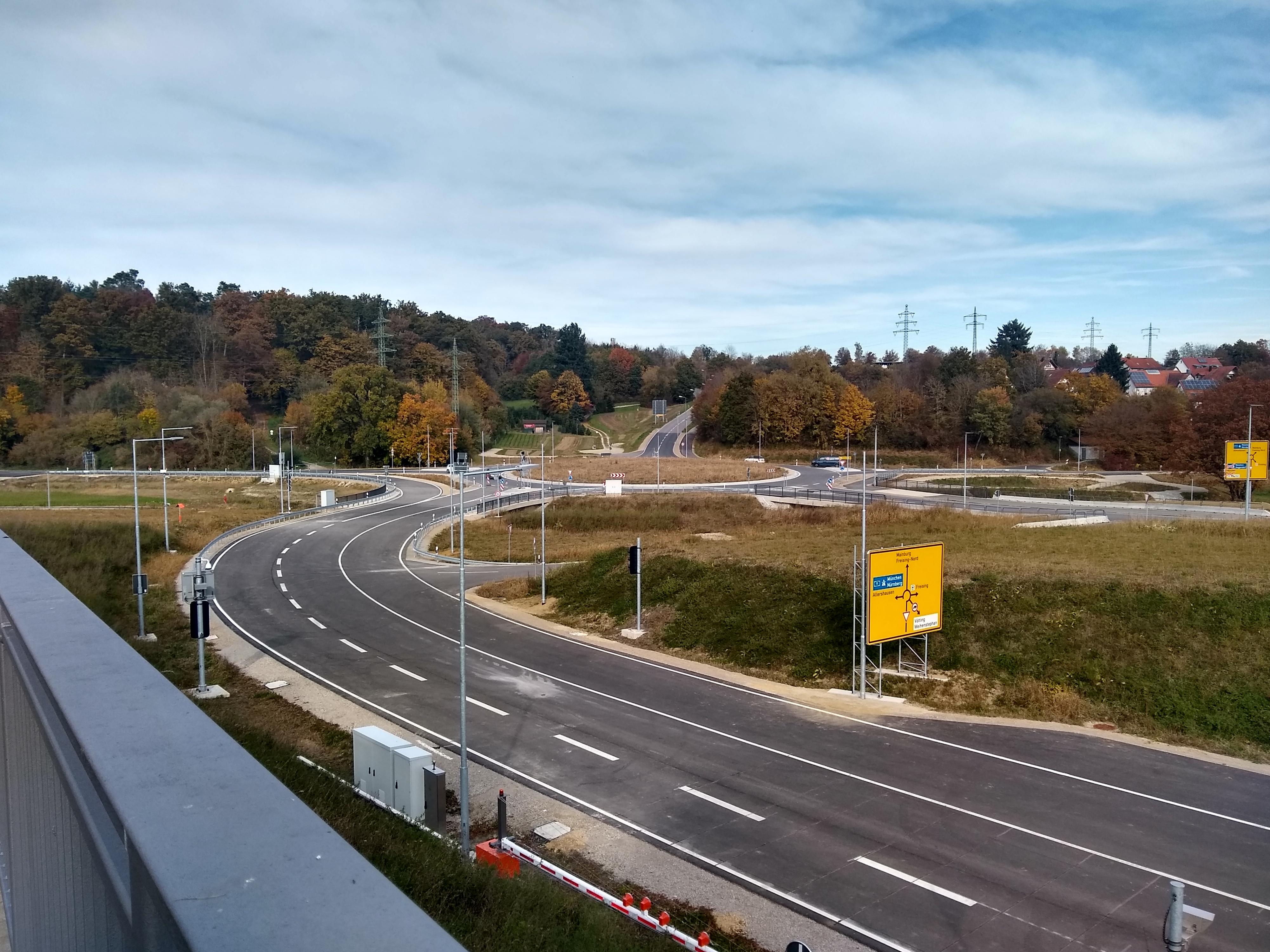
Kreisverkehr am nördlichen Ende der Westtangente
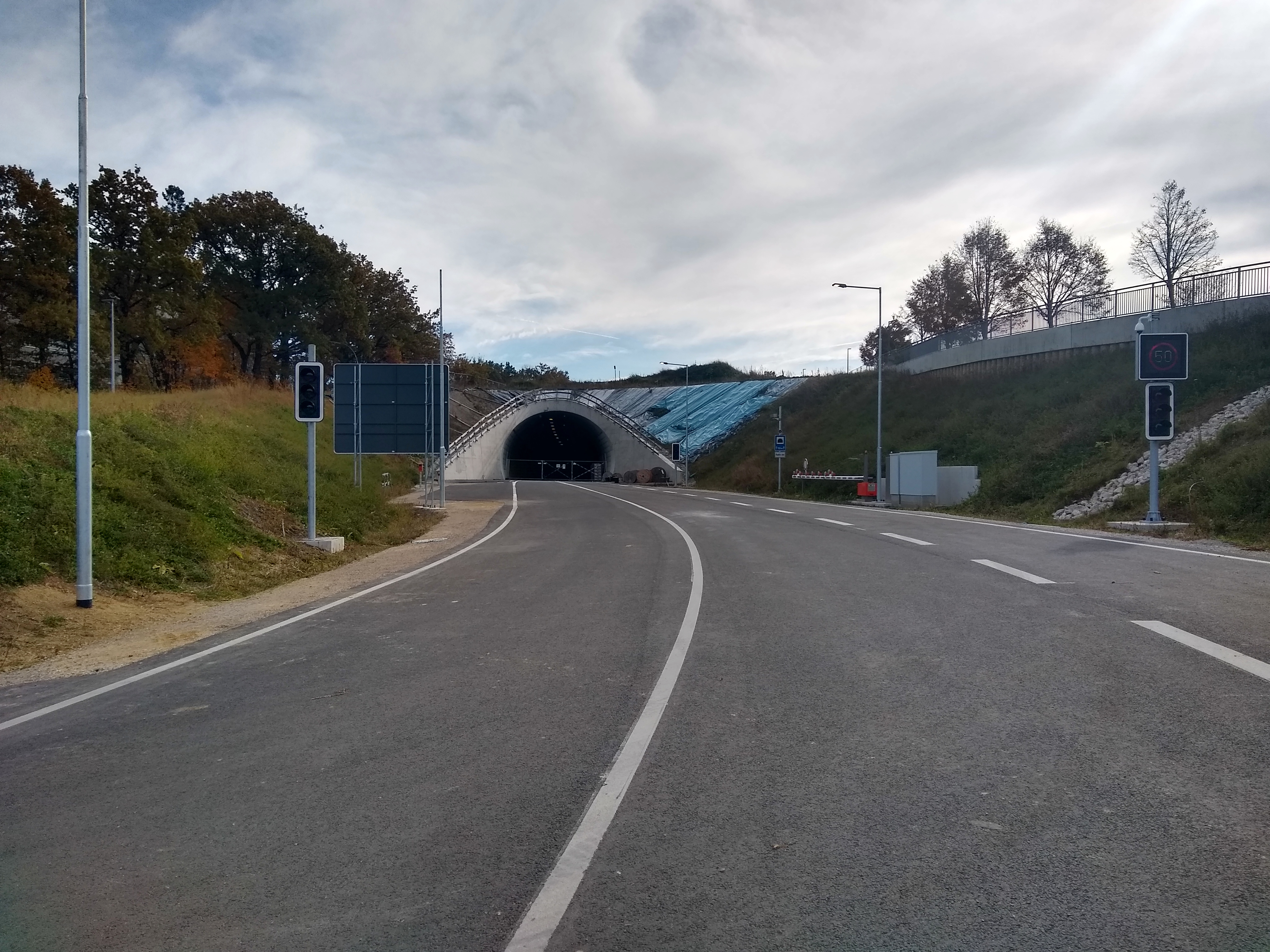
Nördliches Tunnelportal
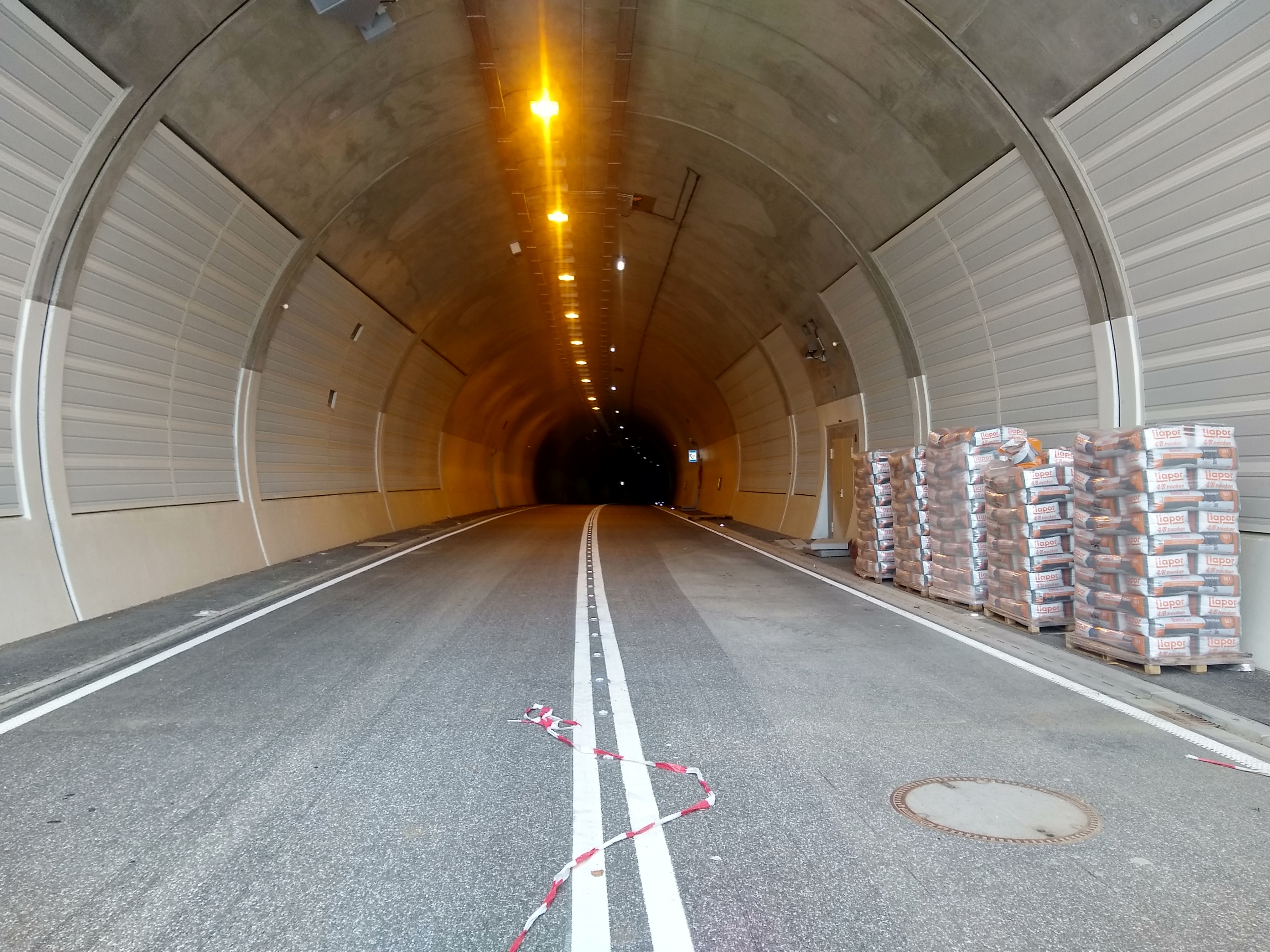
Blick in den Tunnel vom Nordportal
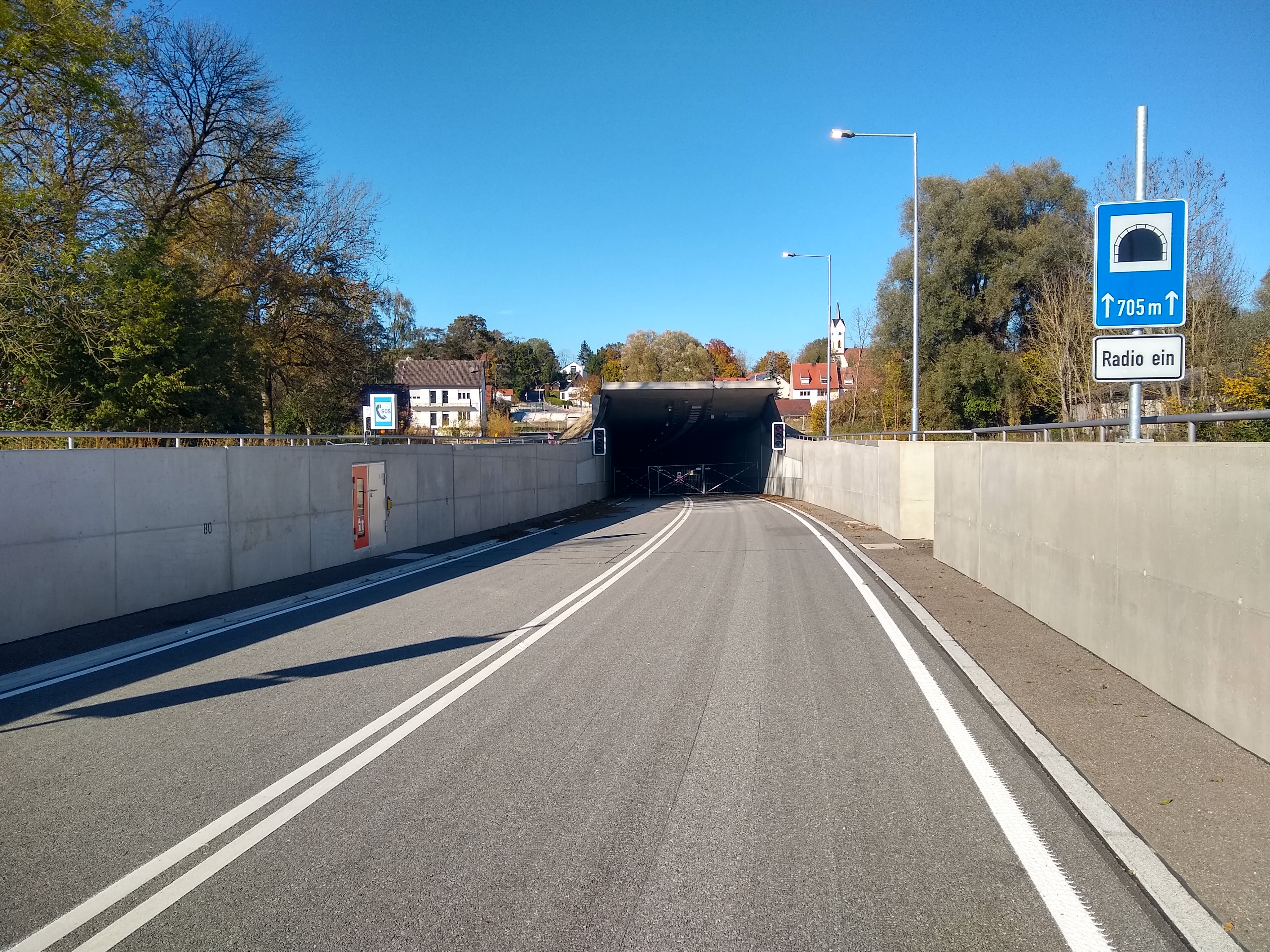
Südliches Tunnelportal
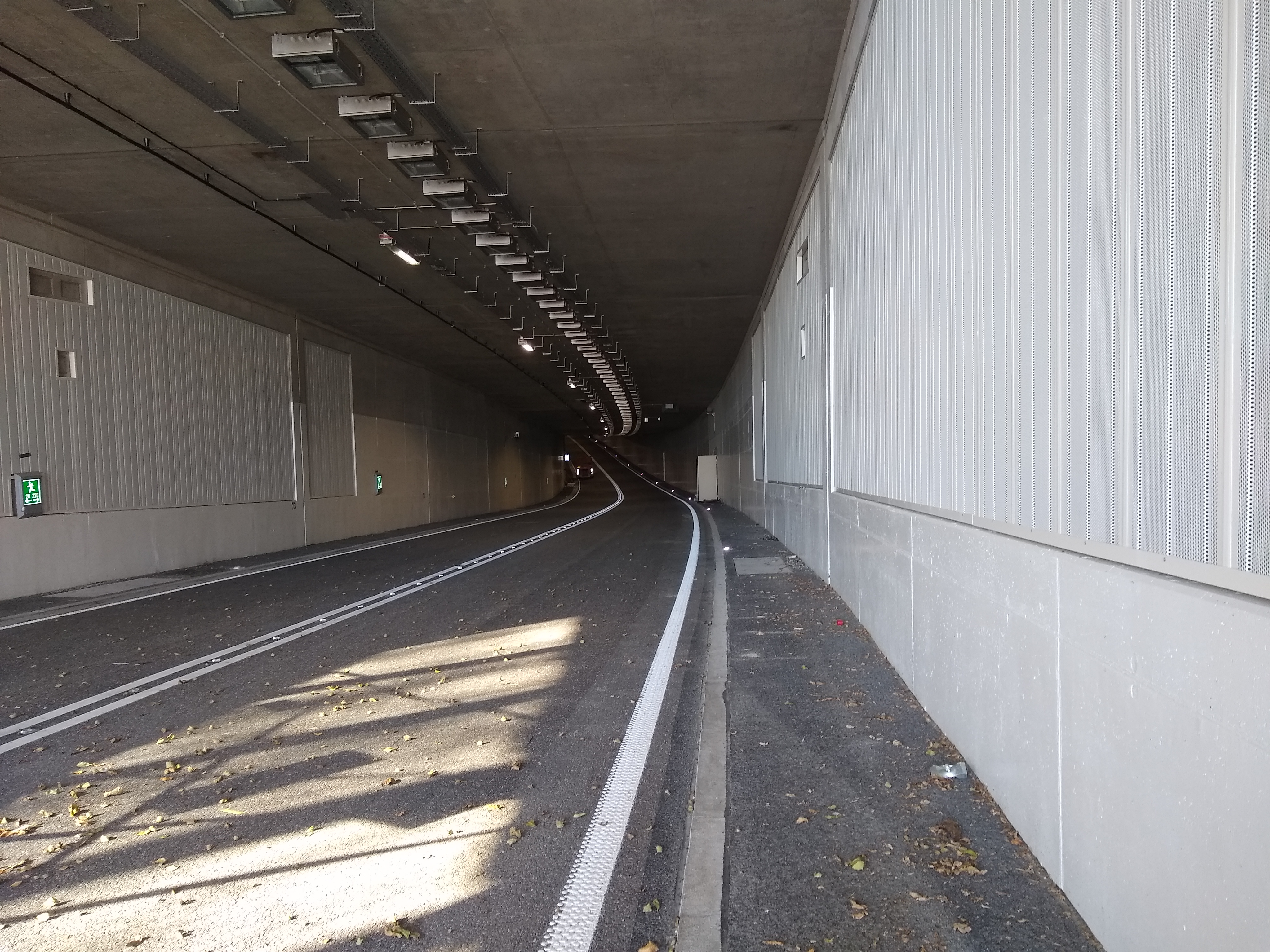
Tunnel im Bereich der Unterquerung der Moosach
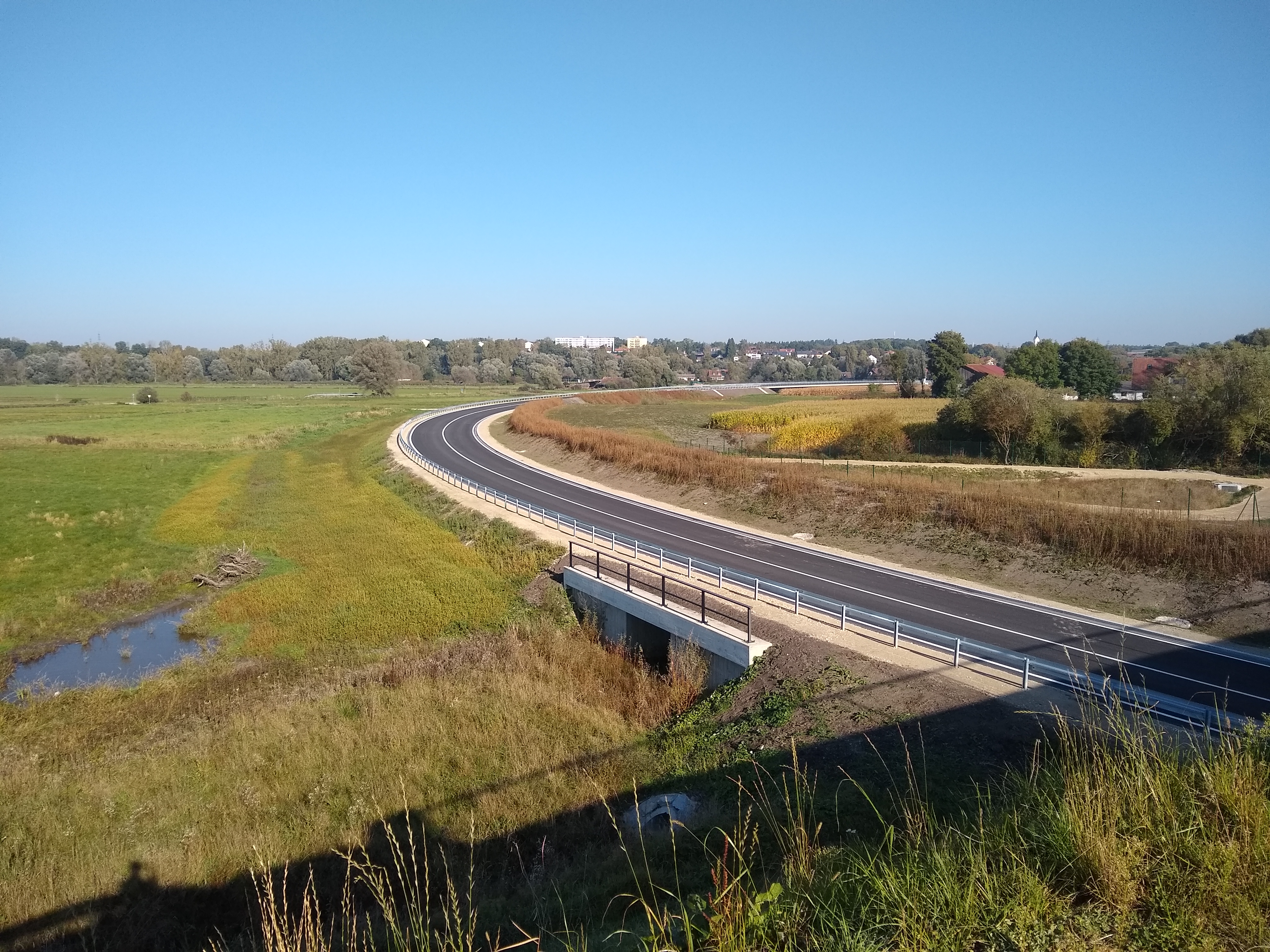
Verlauf in der Nähe des Vöttinger Weihers
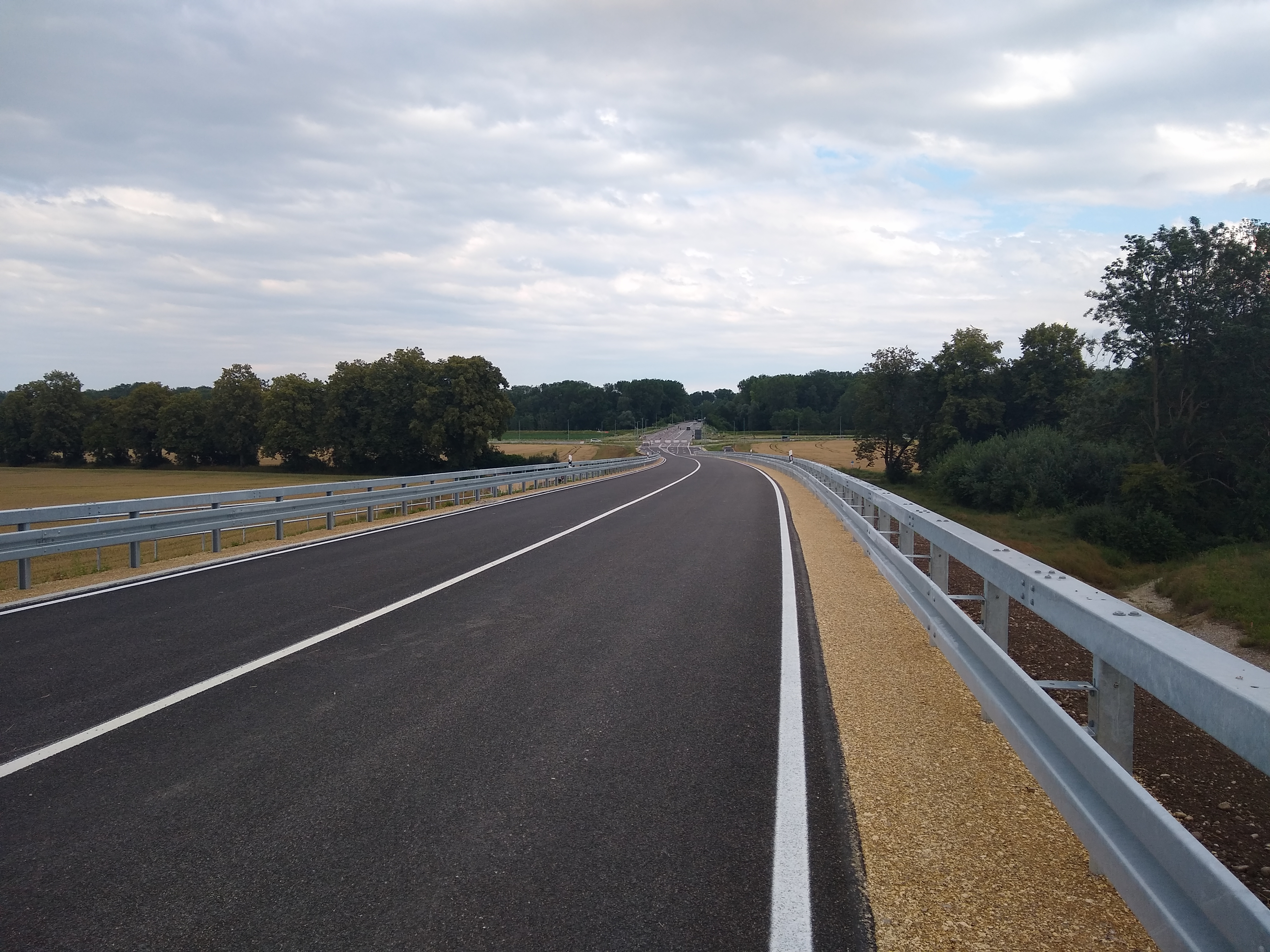
Blick von der Bahnbrücke zur Kreuzung mit der St. 2350

## Geschichte
Erste Überlegungen zu einer westlichen Umgehung von Freising gab es 1967. Diese wurden auch im Flächennutzungsplan von 1972 berücksichtigt. Nachdem die Voruntersuchungen abgeschlossen waren, wurde am 29. Dezember 1976 das Raumordnungsverfahren eingeleitet der 1987 im Antrag auf die Planfeststellung mündete. Dieses wurde am 4. Oktober 1995 mit dem Planfeststellungsbeschluss abgeschlossen. Das Vöttinger Bürgerforum klagte gegen den Bau der Tangente. Die Klagen 1998 vor dem Verwaltungsgericht und 1999 beim Bayerischen Verwaltungsgerichtshof hatten Erfolg und stoppten den Fortgang der Planungen. Ausschlaggebend war die Einstufung der Straße als Gemeindeverbindungsstraße. Die Verbindung von Bundes- und Staatsstraßen würde jedoch eine höhere Einstufung nahelegen.
Die Neuplanungen begannen im Jahr 2000. Im Oktober 2000 wurde beschlossen die Westtangente als Kreisstraße zu bauen, jedoch als Sonderbaulast der Stadt Freising, die die Straße somit planen und finanzieren muss. Nach der Klärung der Trassenfrage wurde im April 2004 der Antrag auf Planfeststellung bei der Regierung von Oberbayern eingereicht. Nach einigen Planänderungen (Verzicht auf den Anschluss der St 2339, Verlängerung des Tunnels) wurde am 12. Juni 2008 der Planfeststellungsbeschluss erlassen. Klagen des Vöttinger Bürgerforums vor dem Verwaltungsgericht hatten keinen Erfolg und der Planfeststellungsbeschluss wurde im März 2011 rechtskräftig. Geplanter Projektbeginn war Juli 2013.
Im Mai 2013 kündigte das Aktionsbündnis Besser ohne Westtangente einen Bürgerentscheid zur Westtangente an und der Projektstart wurde vorerst verschoben. Die Gegner führten Natur- und Landschaftsschutzgründe, eine unsichere Finanzierung und generelle Zweifel am Nutzen der neuen Umgehungsstraße ins Feld. Aus dem am 22. September 2013 parallel zur Bundestagswahl durchgeführten Bürgerentscheid gingen die Befürworter der Westtangente mit 56,5 % der Stimmen als Sieger hervor, woraufhin der Stadtrat am 21. November 2013 das Projekt beschloss.
2015 versuchte das Vöttinger Bürgerforum erneut einen Bürgerentscheid zu beantragen. Formuliertes Ziel war ein weitgehender dreijähriger Baustopp der Westtangente um zuerst die Auswirkungen der Nordostumfahrung der B 301 auf den Verkehr in Freising abzuwarten, um dann neu über die Westtangente zu entscheiden. Deren zu diesem Zeitpunkt geplanter Baubeginn war 2017 bei einer  Bauzeit von 3–4 Jahren. Allerdings hofften die Gegner dadurch indirekt ein Ende des Projektes zu erreichen. Die nötige Stimmenanzahl zum Beantragen des Bürgerentscheides wurden erreicht, allerdings lehnte der Freisinger Stadtrat dieses mit der Begründung ab, dass ein Bürgerentscheid nur für 1 Jahr gültig sein könne und ein Projektstopp angesichts der schon investierten Summen nicht mit den Grundsätzen von Sparsamkeit und Wirtschaftlichkeit vereinbar wären. Eine Klage des Bürgerforums vor dem Bayerischen Verwaltungsgericht gegen diesen Beschluss wurde im Mai 2016 abgelehnt. 
Das jährliche Festival Prima leben und stereo am Vöttinger Weiher, fand 2015 zum bisher letzten Mal statt, da das Festivalgelände in direkter Nähe die Baustelle der Westtangente lag.
Am 10. Januar 2022 wurde die Westtangente für den Verkehr freigegeben. Aufgrund der COVID-19-Pandemie fand die Eröffnung ohne eine Festveranstaltung statt.

## Finanzierung
Die geplanten Kosten lagen bei 85,6 Millionen Euro. Davon sollten 70 % vom Freistaat Bayern getragen werden. Weitere Geldgeber sind der Landkreis Freising und über den Umlandfond des Flughafens München. Der Anteil der Stadt Freising hätte in diesem Fall 17,5 Millionen Euro betragen.
Ende 2015 wurden die Gesamtkosten mit 91 Millionen Euro angegeben, wobei der Anteil der Stadt Freising auf 18,1 Millionen Euro steigt. Bis Ende 2020 stiegen die geplanten Projektkosten auf insgesamt 139 Millionen Euro.

## Bauarbeiten
Spatenstich war am 7. Mai 2015. Die geplante Bauzeit betrug vier Jahre. Die ersten Bauarbeiten fanden östlich der Bahnlinie statt. Hier wurde eine Brücke über die Schlüterallee gebaut. 2016/17 wurden die Brücke über die Bahnstrecke sowie die Baustraße durch das Freisinger Moos bis zum Südportal des zukünftigen Tunnels errichtet. Im Laufe des Jahres 2018 entstanden auch mehrere Brücken und Kleintierdurchlässe auf der Trasse. In der zweiten Jahreshälfte wurde die Kreuzung mit der Staatsstraße 2350 und der FS 44 umgebaut. Am 17. Juli 2020 wurde das erste Teilstück der Westtangente zwischen der Staatsstraße 2350 und dem Anschluss zur Angerstraße für den Verkehr freigegeben. Damit wurde die östliche Angerstraße vom Verkehr des dortigen Gewerbegebietes und dem Baustellenverkehr eines dort im Bau befindlichen Wohngebietes entlastet. Von September 2020 bis Juni 2021 wurde der Kreisverkehr am nördlichen Ende der Westtangente gebaut.

### Tunnelbau
Der 460 m lange nördliche Teil des Tunnels bis etwa zur Giggenhauser Straße wurde in bergmännischer Bauweise vorangetrieben. Der bergmännische Tunnelbau begann Anfang Mai 2017. Feierlicher Tunnelanstich war am 22. Mai 2017. Tunnelpatin ist die Freisinger Stadtbaumeisterin Barbara Schelle. Im bergmännisch erstellten Teil des Tunnels erfolgte der Durchstich der Kalotte am 18. Januar 2018, der Ausbau der Strosse war am 13. April desselben Jahres beendet. 
Der südliche Tunnelteil mit der Unterquerung der Moosach wurde in Deckelbauweise erstellt. Dazu wurde die Moosach zeitweise auf ca. 100 m in ein neues Flussbett verlegt. Beim Bau traten in diesem Bereich Ende des Jahres 2018 Probleme auf. Eine bei Probebohrungen identifizierte Tonschicht in etwa 23 m Tiefe, die das Grundwasser abgeschirmt hätte, hatte im Bereich der Baustelle unerwartet ein Loch. Die notwendigen Maßnahmen, eine Abdichtung mittels Hochdruckinjektionsverfahren, führte zu weiteren Mehrkosten und einer Verzögerungen der Eröffnung auf Beginn 2022.
Mitte März 2020 wurden die beiden Tunnelteile verbunden und bis Dezember 2020 war das Ingenieursbauwerk Tunnel fertiggestellt. Anschließend wurde die technische Ausstattung des Tunnels installiert. Von September 2021 bis zur Eröffnung fanden zudem umfangreiche Kontrollen und Übungen im Tunnel statt.

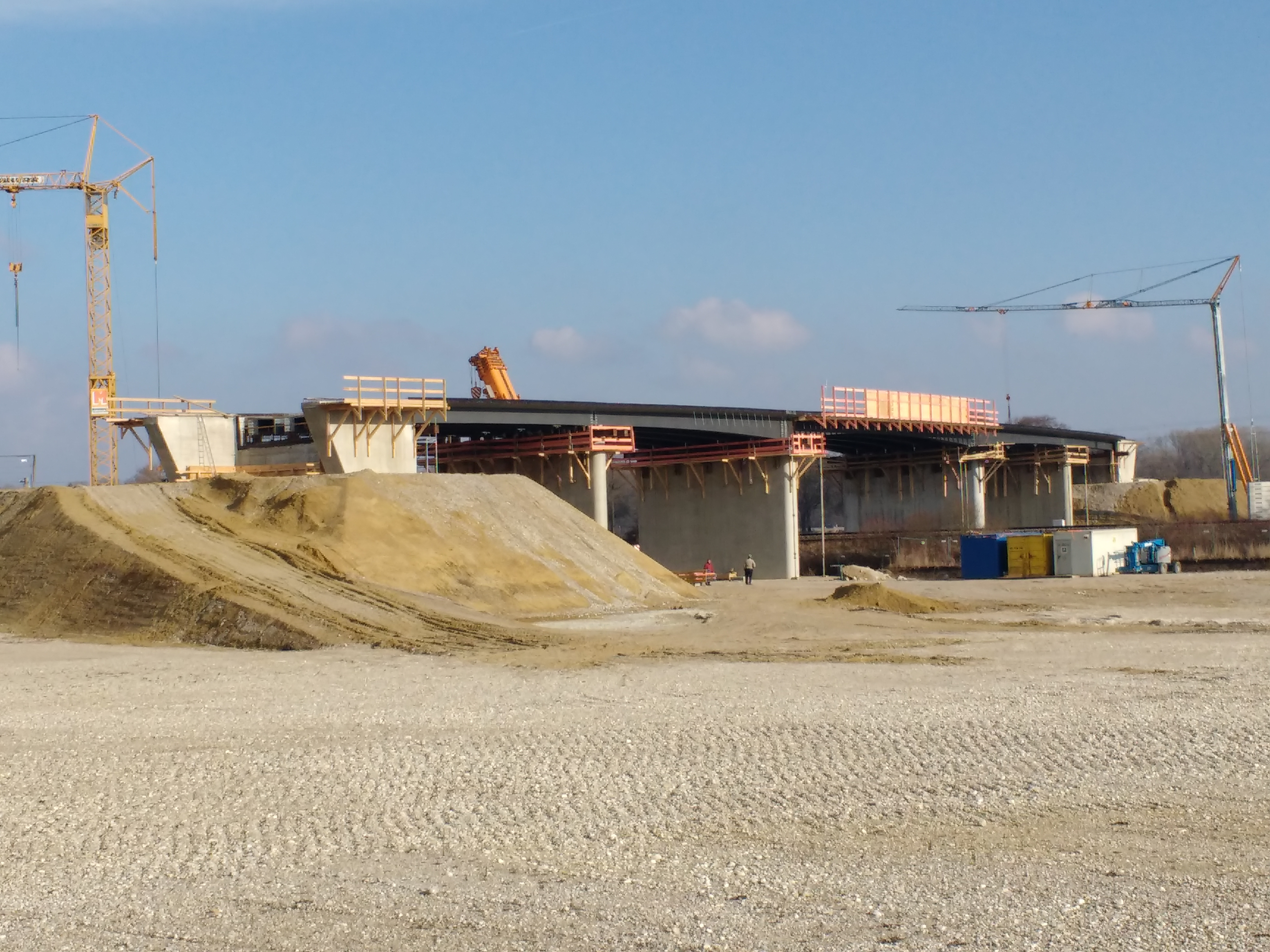
Bau der Brücke über die Bahnstrecke München–Regensburg
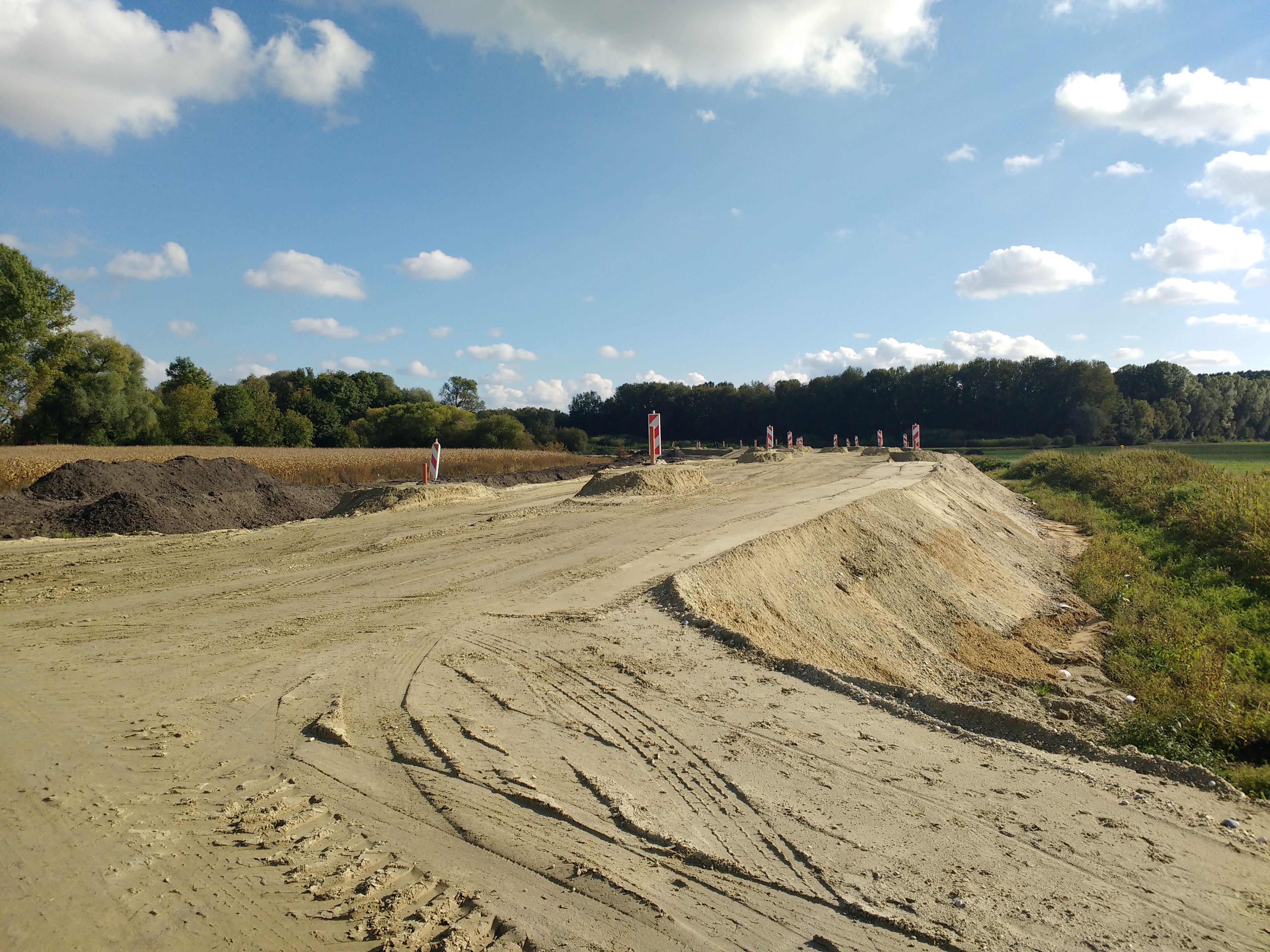
Aufschüttung der Trasse am Vöttinger Weiher
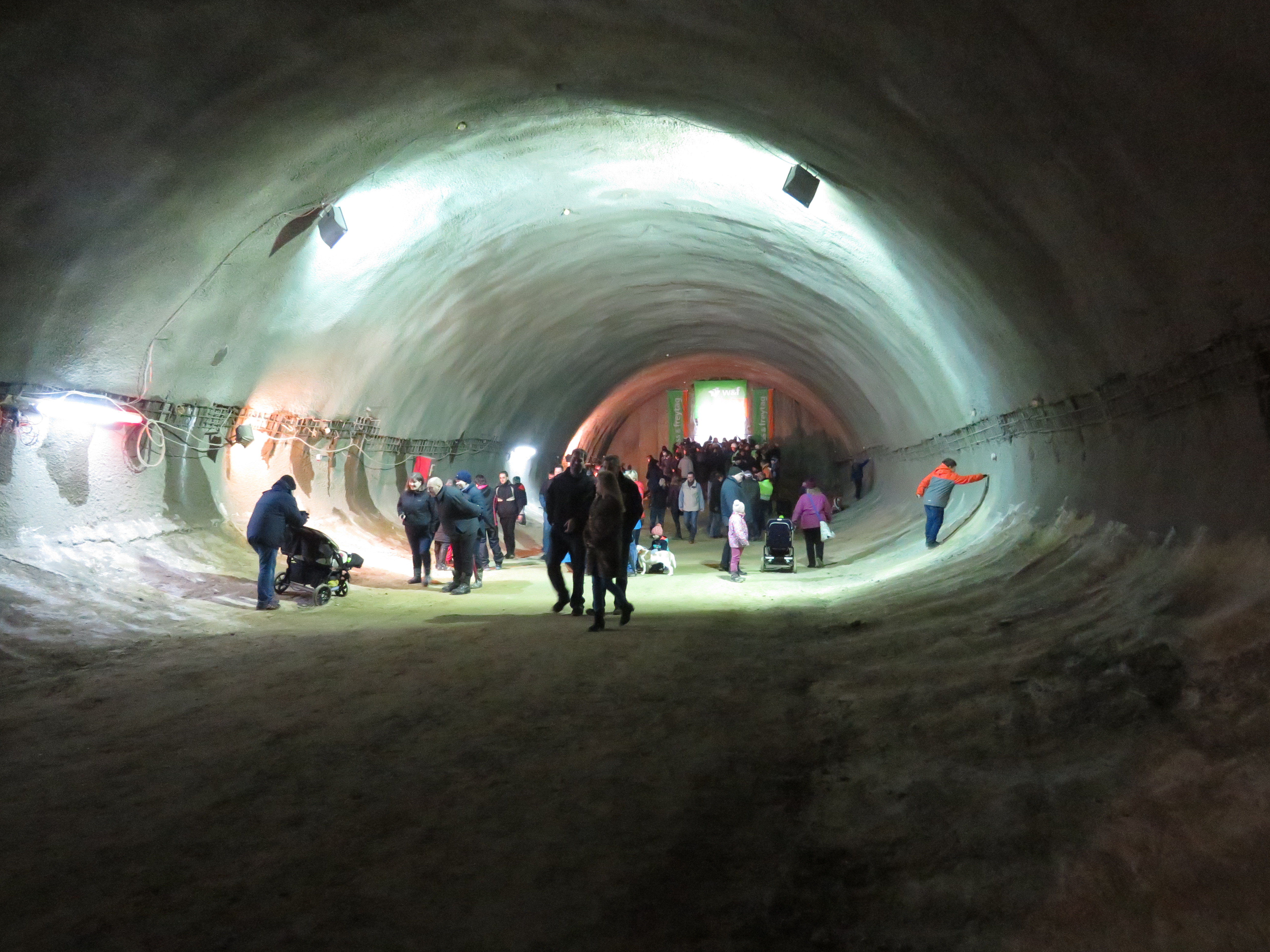
Tunnel kurz nach Ende des Ausbruchs der Kalotte im Januar 2018
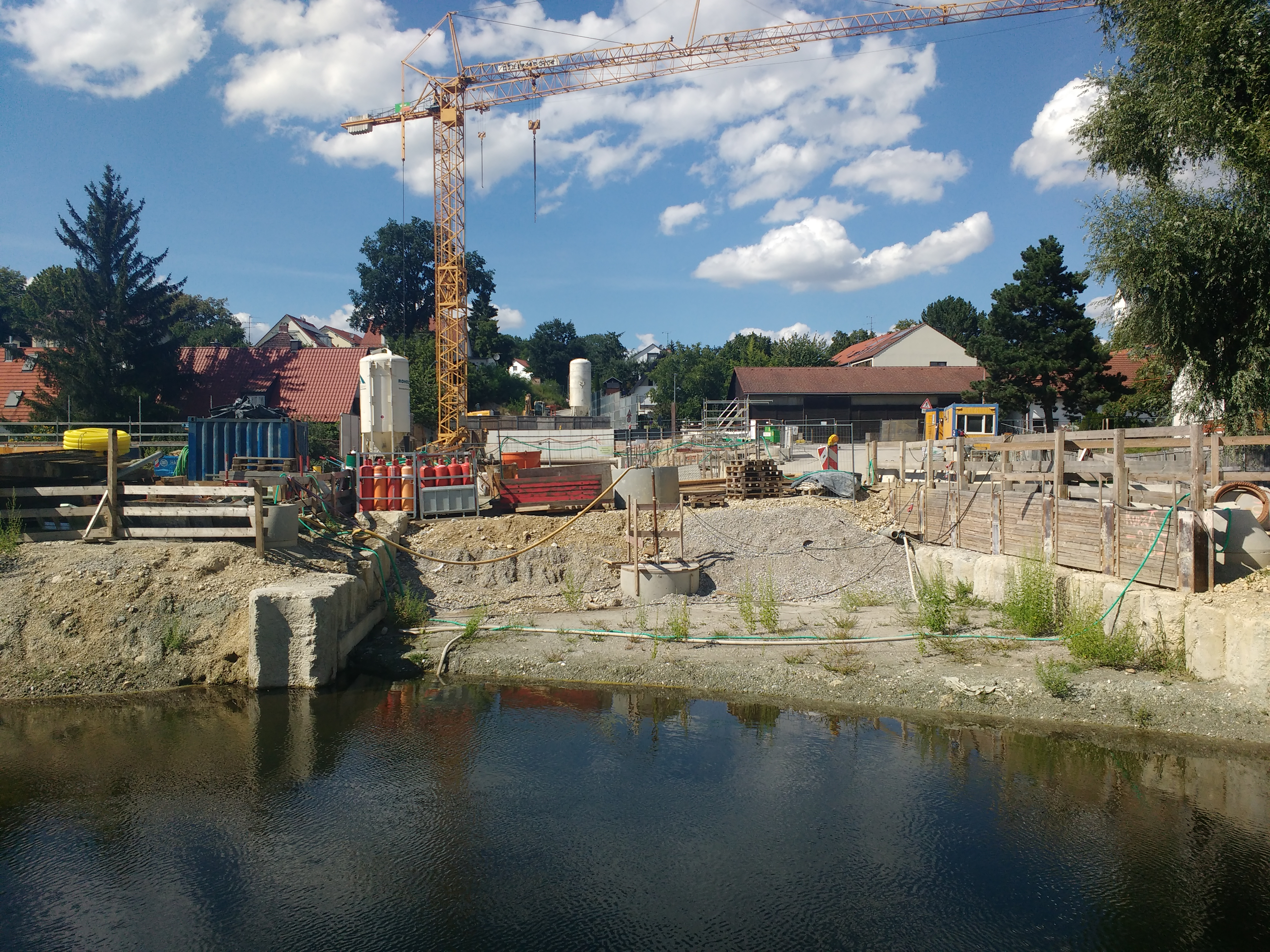
Tunnelbaustelle an der Unterquerung der Moosach